# Videosorveglianza
Con il termine videosorveglianza si intende l'attività del vigilare - generalmente un luogo o comunque un bene - a distanza, tramite l'utilizzo di telecamere strategicamente posizionate o di altri strumenti in grado di offrire la trasmissione di immagini.
È uno dei campi che conosce un continuo e costante sviluppo di pari passo con l'evoluzione tecnologica. Se ne fa un ampio uso nel settore della vigilanza privata.
Solitamente un sistema di videosorveglianza è composto da telecamere e da un registratore NVR, sul cui disco fisso possono essere memorizzate le immagini delle telecamere stesse con diverse modalità operative (di continuo, solo su movimento, condizionato all'orario, ecc). Se impostata, è possibile la fruizione da remoto anche in tempo reale delle immagini captate dalle telecamere, tuttavia tale funzione necessita di un collegamento ad internet dei dispositivi sempre presente ed attivo: in mancanza della connessione alla rete pubblica IP - anche momentanea, la fruizione da remoto non è possibile.
Un sistema di videosorveglianza è spesso associato ad un impianto di allarme antifurto del quale è complementare, dato che consente una sinergia fra la necessità di protezione (anti intrusione offerta dal sistema di allarme) e quella di verifica di quanto segnalato dal sistema antintrusione/antifurto stesso. Quindi lo scopo e le funzioni di un normale sistema di videosorveglianza sono limitati ad una verifica delle segnalazioni generate da un sistema di allarme antintrusione ovvero ad una consultazione, spesso postuma, degli eventi registrati dal sistema. Un sistema di videosorveglianza non offre, di per sé, alcuna protezione anti intrusione o antifurto e va considerato come mero sistema di verifica delle segnalazioni generate da altri dispositivi di controllo e sicurezza. Sebbene alcuni sistemi di videosorveglianza consentano l'invio di notifiche remote in caso di rilevamento di movimenti queste sono soggette a diversi limiti quali ad esempio la quantità di false segnalazioni (presenza di insetti, vento, cambi di luce), il corretto funzionamento della linea internet utilizzata, la raggiungibilità dei soggetti preposti al controllo, la necessità di manutenzione, ecc . Inoltre, un sistema di videosorveglianza non è normalmente collegabile a sensori, sirene, combinatori telefonici e altri dispositivi di avviso e deterrenza. Al fine di ottenere un livello di protezione adeguato, si può ricorrere ai servizi offerti dalle società di vigilanza privata che tramite strumenti integrati (videosorveglianza + sistemi di allarme con sensoristica appropriatamente dimensionata) sono preposti a verificare eventuali segnalazioni di eventi sospetti e ad agire di conseguenza.  La videosorveglianza si è diffusa anche in ambito domestico grazie al basso costo delle telecamere (in particolare per i modelli IP, collegabili ad Internet o ad una rete cellulare): è possibile monitorare (video controllo) il domicilio di interesse da remoto tramite smartphone e simili. Ovviamente, nei limiti già espressi, la videosorveglianza può consentire la consultazione in tempo reale delle telecamere installate e risulta particolarmente utile per il controllo estemporaneo di anziani, animali domestici, bambini. Idem per abitazioni private, attività professionali, commerciali, industriali e analoghi dove però è necessario prediligere tecnologie superiori con collegamento 24 ore su 24 a centrali operative che offrono un servizio di controllo remoto, sempre integrati ai già citati sistemi di allarme.
Particolare attenzione alle questioni legate alla privacy: Le attività di videosorveglianza sono particolarmente delicate ed invasive. Per tale ragione, il Garante per la Privacy ha fissato alcune norme da tenere conto quali: liceità, necessità,  proporzionalità. In particolare in ambito lavorativo l'installazione di un sistema di videosorveglianza deve seguire alcune specifiche procedure e cautele, non ultimi appositi avvisi, autorizzazione da parte dell'ispettorato del lavoro, limiti alla durata della conservazione dei dati registrati. A maggio del 2022, un'indagine condotta da Federprivacy   ha evidenziato che il 92% delle telecamere installate in Italia non è conforme alle prescrizioni del Regolamento generale sulla protezione dei dati.

## Storia
La videosorveglianza nasce in ambito analogico e la sua storia è molto più breve di quella dei sistemi anti-intrusione, presenti nella storia dell'uomo sino dall'antichità in diverse forme ed applicazioni.
Il primo esperimento di TVCC viene attribuito all'ingegnere tedesco Walter Bruch nel 1942. L'impianto viene realizzato dalla Siemens AG a Peenemünde, sulla rampa di lancio Prüfstand VII, e serve a monitorare i lanci dei razzi V-2, i più sofisticati missili militari della seconda guerra mondiale.
Il primo prototipo di registratore video su nastro magnetico viene sviluppato nel 1952 dalla Ampex e utilizzava una testina rotante ed un nastro che si muove relativamente in modo lento.
Nel 1956 la Ampex lancia il VR-1000, il primo della serie dei registratori su nastro video da 2 pollici Quadruplex (4 tracce). La prima trasmissione televisiva registrata magneticamente e trasmessa in differita usando il nuovo sistema di registrazione Ampex è "Douglas Edwards and the News" (notiziario serale della CBS, oggi chiamato "CBS Evening News"), il 30 novembre del 1956.
L'assemblaggio "Quad head" ha quattro testine che ruotavano a 14.400 rpm e scrivono il segnale video verticalmente lungo la larghezza di un nastro largo due pollici (circa 5 cm) che si muove alla velocità di 15 pollici (38 cm) al secondo.
Questo permette a programmi lunghi ore di essere registrati su una singola bobina (nel 1956 una bobina di nastro magnetico costa 300 dollari, mentre i registratori costano da circa 75.000 a 100.000 dollari).
Nel 1965  gli Stati Uniti intuiscono il prezioso contributo che i sistemi di videosorveglianza potranno offrire per il controllo del territorio.
Nel 1967 la Ampex lancia il VR-3000, un videoregistratore portatile, che rivoluziona la registrazione televisiva di alta qualità sul campo, potendo registrare senza necessità di lunghi cavi o veicoli di supporto. Immagini televisive possono essere raccolte ovunque, anche da aerei, elicotteri o barche. Il primo sistema che sostituisce le ingombranti e scomode bobine con le prime cassette compatte contenenti un nastro magnetico viene introdotto dalla Sony verso la fine degli anni sessanta, ma è molto poco pratico.
Nel Regno Unito nei primi anni settanta fu l'IRA a contribuire ad una diffusione massiccia degli impianti di videosorveglianza, e nella metà degli anni '70 si ha la prima rivoluzione elettronica nella videosorveglianza, con l'introduzione del CCD, un piccolo circuito integrato in grado di acquisire le immagini e di sostituire il più ingombrante e costoso tubo Vidicon.
Nel 1972 la Philips lancia sul mercato l'N1500, uno dei primi sistemi di videoregistrazione domestica, di dimensioni molto più contenute, adatto per le applicazioni di uso domestico, che tuttavia è costoso ed offriva una durata delle registrazioni piuttosto limitata, infatti su una cassetta è possibile registrare al massimo 30 minuti di video.
Nel 1975 la Sony lancia in Giappone due nuovi videoregistratori Betamax: l'SL-6300 e l'LV-1801. Dopo un anno e 30000 prodotti venduti, arriva il VHS della JVC, apparentemente simile ma in realtà molto diverso dal Betamax. Le cassette sono più grandi e la qualità era decisamente più scadente, ma la capacità di immagazzinamento per ogni singolo nastro arriva a toccare perfino le quattro ore.
A differenza della Sony, la JVC cerca altri alleati, diffondendo e vendendo il brevetto VHS anche ad altre aziende, sia tra i produttori che tra le case cinematografiche, e questo contribuisce ad una solida affermazione del prodotto e soprattutto a mantenere i prezzi del VHS più bassi rispetto al concorrente. Pochi anni più tardi appaiono i primi registratori VHS time lapse, con i quali è possibile registrare in maniera economica fino a 960 ore di filmati su una stessa videocassetta.
Verso la fine degli anni '90 appaiono sul mercato i primi DVR, che possono acquisire un video e archiviarlo su hard-disk e non su nastro magnetico. Nel 1996 Axis Communications crea la prima telecamera IP al mondo, NetEye 200, che univa la connessione a internet con un webserver integrato nello stesso dispositivo.
Con gli anni 2000 inizia l'era della videosorveglianza come trasmissione e storage di dati digitali (non più segnali analogici). Il sistema di trasmissione e collegamento più diffuso per applicazioni CCTV analogiche è di fatto il cavo coassiale RG-59, con crimpatura di terminali BNC. La trasmissione digitale di dati video CCTV si sviluppa invece sullo standard Ethernet, che utilizza cavi in rame multicoppia twistati UTP e STP per la trasmissione dati su protocollo TCP/IP.
La capillare diffusione della videosorveglianza a partire dal XXI secolo e il suo crescente uso in ambito privato, nonché il suo incorporamento all'interno degli apparecchi di telefonia mobile, ha rivoluzionato campi come l'investigazione e la criminologia, facilitando le indagini da parte della magistratura e accelerandone i tempi.

## Strumenti tipicamente utilizzati
Solitamente vengono utilizzate telecamere filari. La telecamera ordinaria tuttavia non può effettuare visioni notturne (per esempio se si posiziona una telecamera in un vialetto di un hotel o di una casa appena il sole tramonterà, guardando il monitor alla quale è collegata la telecamera, non si potrà vedere nulla di distinto nelle riprese).
La soluzione adottata da molti è quindi utilizzare un faro o una luce per illuminare il campo della telecamera. Più recentemente, per ovviare a questo, quasi tutti i tipi di telecamere sono stati dotate di LED emettitori di infrarossi.
Nel corso degli anni si sono resi disponibili sono state sviluppate molte tecnologie per migliorare questi limiti come la Tecnologia NSI: (Night Sensor Light Intensifiers) una tecnologia innovativa applicata a telecamere night/day per migliorare la visione notturna anche in situazioni di scarsissima luminosità senza l'utilizzo di LED. Tale tecnologia agisce come intensificatore di luce, aumentando in modo esponenziale le prestazioni delle telecamere di videosorveglianza in condizioni di scarsa illuminazione.
Rispetto agli altri sensori, è possibile ottenere risultati concreti sul numero di pixel in risoluzione, i sensori NSI possono ottenere immagini di alta qualità in condizioni di scarsa luminosità, aumentando la sensibilità fino a 2000 mV o più per 1 µm2.
Per quanto riguarda i modelli, sono presenti diversi dispositivi con diverse tecnologie come:
Dispositivi Wireless: permettono un'installazione senza fili.
IP: permettono di utilizzare la rete Internet per sorvegliare a distanza il luogo desiderato. Questo tipo di tecnologia non presenta limiti di risoluzione e grazie al wireless permette connessioni a lunga distanza, permettendo quindi una sorveglianza da remoto. Si trovano comunemente in abitazioni, uffici, parchi, autostrade e luoghi pubblici. In taluni casi possono essere mimetizzate o rese capaci di un movimento controllato da remoto.
PTZ: sta per PAN/TILT/ZOOM, è il nome dato ad una particolare tecnologia applicata alle videocamere dove l’utente può controllare il movimento e la posizione delle lenti da remoto attraverso un’applicazione per smartphone oppure un'interfaccia web.
Finte: telecamere non funzionanti con un LED lampeggiante, per simulare una telecamera realmente attiva e dissuadere i malintenzionati.
LED infrarossi, che permettono la visione della ripresa in bianco e in nero anche in piena notte in un vialetto completamente buio. Se si guarda la telecamera quando i LED infrarossi sono accesi si vedranno i LED di colore rossi. Le telecamere dotate di LED infrarossi sono anche dotate di un sensore crepuscolare che fa accendere i LED infrarossi non appena il sole cala.
Termiche, che consentono una visuale a gradienti di colori (in base alla temperatura emessa dal corpo che ci si trova di fronte).
Tecnologia CleanCam: Una tecnologia innovativa derivata dall'utilizzo di nanotecnologia e costituita da vetro altamente repellente, in grado di mantenere sempre pulito l'obiettivo delle telecamere dai vari agenti esterni ed atmosferici come: fango, polvere, pioggia, salsedine etc. Grazie a questa tecnologia è possibile ad esempio ovviare a problemi di manutenzione dei vari dispositivi di ripresa installati in luoghi scomodi da raggiungere, come: lampioni, pali rastremati di impianti semaforici, etc.

## Esempi pratici
Luoghi nei quali sono installati i sistemi di videosorveglianza:
| Contesto           | Tipo consigliabile             | Posizione Strategica                |
| ------------------ | ------------------------------ | ----------------------------------- |
| Abitazione         | Telecamera Wireless            | Corridoio, balcone, terrazza        |
| Negozio, Ufficio   | Telecamera Wireless Infrarossi | Entrata, cassa, angolo della stanza |
| Hotel e B&B        | Telecamera Filari Infrarossi   | Vialetto d'ingresso, atrio          |
| Banche             | Telecamere Filari              | Entrata, cassette, cassaforte       |
| Giardini e Parchi  | Speed Dome                     | Sopra ai lampioni                   |
| Barca              | Telecamere Wireless            | sottocoperta, poppa                 |
| Centri Commerciali | Speed Dome, Telecamere Filari  | Soffitto                            |

## Riferimenti normativi
- Provvedimento in materia di videosorveglianza - 8 aprile 2010
- DPR 31 marzo 1998, n. 501 - Regolamento recante norme per l'organizzazione ed il funzionamento dell'Ufficio del Garante per la protezione dei dati personali, a norma dell'articolo 33, comma 3, della legge 31 dicembre 1996, n. 675
- Regolamento 2016, n. 679 (GDPR)
- Decreto legislativo 30 giugno 2003, n. 196 - Codice in materia di protezione dei dati personali
- Decreto legislativo 10 agosto 2018, n. 101 - Disposizioni per l'adeguamento della normativa nazionale alle disposizioni del regolamento (UE) 2016/679 del Parlamento europeo e del Consiglio, del 27 aprile 2016, relativo alla protezione delle persone fisiche con riguardo al trattamento dei dati personali, nonché alla libera circolazione di tali dati e che abroga la direttiva 95/46/CE (regolamento generale sulla protezione dei dati)